# Fibra sensorial tipo Ia

Un huso muscular, con fibras motoras γ y sensoriales Ia

Una fibra sensorial tipo Ia, o fibra aferente primaria, es un tipo de neurona aferente. Es la fibra sensorial de un receptor de estiramiento llamado huso neuromuscular que se encuentra en los músculos y que monitorea constantemente la velocidad a la que cambia el estiramiento muscular. La información transportada por las fibras tipo Ia contribuye al sentido de propiocepción.

## Propioceptores
Para que el cuerpo siga moviéndose de forma adecuada y con fineza, el sistema nervioso debe recibir un aporte constante de datos sensoriales procedentes de zonas como los músculos y las articulaciones. Para recibir un flujo continuo de datos sensoriales, existen neuronas sensoriales con receptores sensoriales especiales llamados propioceptores. 

### Función de los husos musculares
Los husos musculares son un tipo de propioceptores y se encuentran dentro del propio músculo. Se encuentran paralelos a las fibras contráctiles. Esto les da la capacidad de monitorear la longitud del músculo con precisión.

### Tipos de fibras sensoriales
Este cambio de longitud del huso es transducido (transformado en potenciales de membrana) por dos tipos de aferentes sensoriales, cuyos cuerpos celulares se localizan en los ganglios espinales situados junto a la médula espinal.
Los dos tipos de fibras sensoriales se diferencian con respecto al tipo de potenciales que generan:
| Tipo    | Primaria/secundaria | Respuesta |
| ------- | ------------------- | --- |
| Tipo Ia | primario            | Responde a la tasa de cambio en la longitud del músculo, así como al cambio en la velocidad, adaptándose rápidamente. |
| Tipo Ib | N / A               | En el órgano tendinoso de Golgi, responde a los cambios de tensión muscular.                                          |
| Tipo II | secundario          | Proporciona la sensación de posición de un músculo quieto, se activa cuando el músculo está estático                  |

El primero de los dos grupos principales de receptores de estiramiento que envuelven las fibras intrafusales son las fibras Ia, que son las fibras más grandes y rápidas, y se activan cuando el músculo se estira. Se caracterizan por su rápida adaptación, pues en el momento que el músculo deja de cambiar de longitud, las Ia dejan de disparar y se adaptan a la nueva longitud. Las fibras Ia proporcionan esencialmente información propioceptiva sobre la tasa de cambio de su respectivo músculo: la derivada de la longitud (o posición) del músculo.
Las fibras de tipo Ia se conectan tanto a las fibras de bolsa nuclear como a las fibras de cadena nuclear. Estas conexiones también se denominan "terminaciones anuloespirales", derivadas del término latino annulus que significa "una zona o estructura en forma de anillo".

### Inervación eferente
El huso muscular presenta, además, una inervación motora eferente que es mediada por las neuronas eferentes de las neuronas motoras gamma. Esta inervación es empleada por el sistema nervioso para ajustar la sensibilidad del huso.

## Terminación de aferentes
Las aferencias propioceptivas envían axones centrales que ingresan por la raíz dorsal del nervio espinal y en la sustancia gris de la médula (Columna gris) se bifurcan en ramas ascendentes y descendentes, que a su vez envían ramas a múltiples segmentos espinales. Algunas ramas hacen sinapsis en el «asta dorsal» y otras en el Columna gris «asta ventral» (donde están las motoneuronas), lo que media diferentes respuestas, incluido el reflejo osteotendinoso. Las vías ascendentes al cerebro tienen algunas similitudes con las aferencias cutáneas, pero son diferentes porque la información propioceptiva también tiene que llegar al cerebelo, que controla los tiempos de las contracciones musculares para los movimientos voluntarios.